# Бомбардування Касселя
Бомбардування Касселя (нім. Luftangriffe auf Kassel,англ. Bombing of Kassel) — серія бомбардувань німецького міста Кассель, здійснених Королівськими військово-повітряними силами Великобританії та Військово-повітряними силами США в 1942-1945 роках, під час Другої світової війни.
Найбільш жорстокий наліт було здійснено 22 жовтня 1943 року. Пожежа, викликана цим бомбардуванням, вирувала сім днів. Внаслідок цього нальоту загинуло 10 000 людей, 150 000 осіб втратили дах над головою, було зруйновано більшість будівель у центральній частині міста.
1939 року в Касселі проживало 236 000 осіб. Коли у квітні 1945 року американці увійшли до міста, у ньому проживало 50 000 осіб.

## Цілі бомбардувань

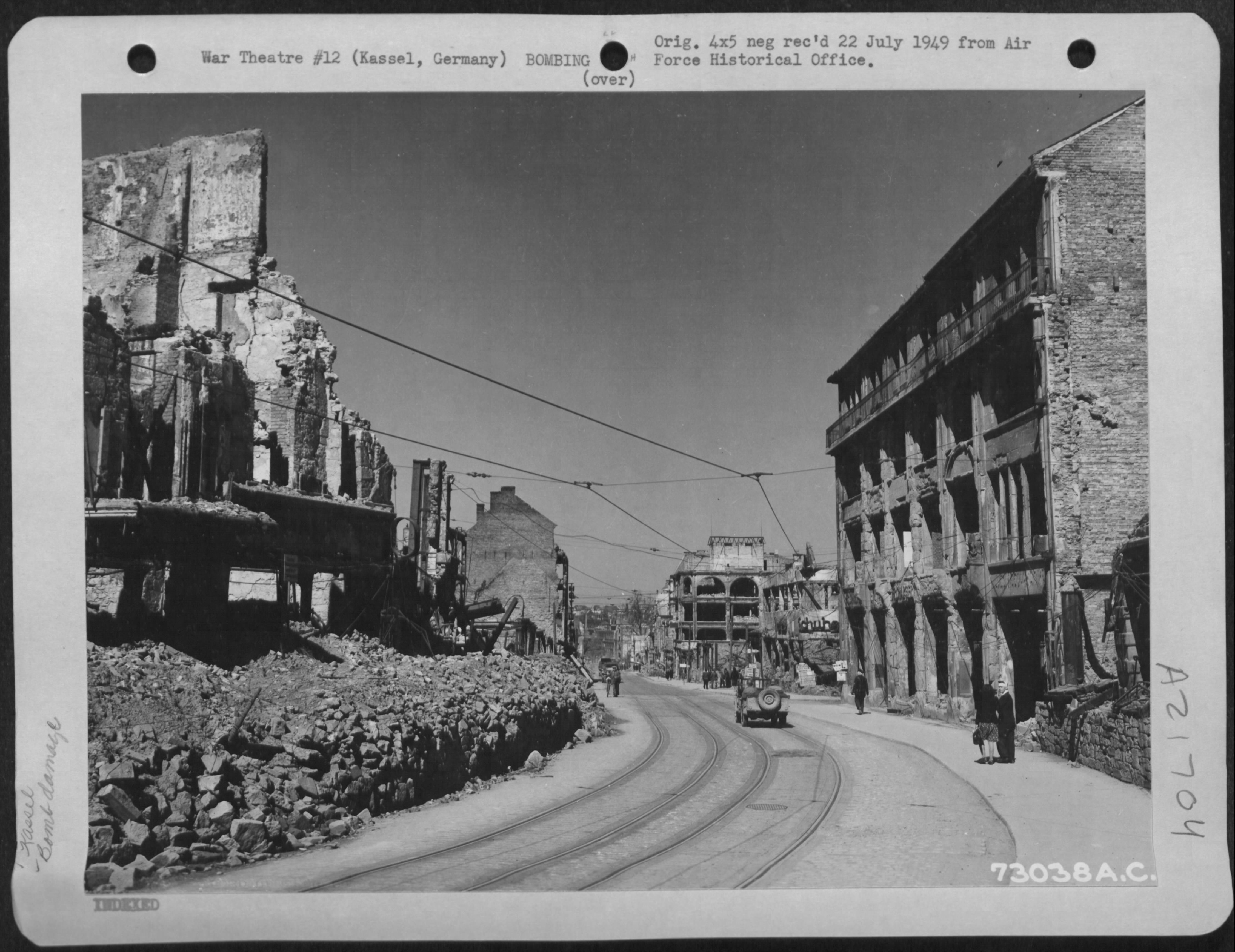
Untere Königsstraße (Нижня Королівська вулиця) після бомбардування

Основними цілями для бомбардувань були:
- авіазавод Fieseler;
- цехи Henschel-Werke, виробника Тигра та Королівського тигра;
- локомотивне виробництво Henschel-Werke[1];
- двигунобудівне виробництво;
- завод з виробництва автовантажників;
- локомотивне депо;
- штаб IX військового округу;
- управління залізничного та автодорожнього будівництва по Центральній Німеччині;
- земельний суд.